# Alex Mivedor
Alex Mivedor, né le 2 mars 1927 à Aného et mort le 18 janvier 2012 à Paris, est un ingénieur et homme politique togolais. Bien qu'exilé au Mali, il est rappelé au Togo après le coup d'État de janvier 1967 par le colonel Étienne Eyadema. Jusqu'en 1979, il est trois fois ministre et occupe des fonctions à responsabilités au sein du Rassemblement du peuple togolais. Il est alors considéré comme le bras droit d'Eyadema.

## Biographie

### Enfance et études
Mivedor naît à Aného, dans la colonie du Dahomey, le 2 mars 1927,. Il vient d'une famille mina. Il étudie à Bamako entre 1943 et 1947, puis à Toulouse et à Paris entre 1947 et 1955, où il obtient un diplôme d'ingénieur hydraulique et électrique.

### Au Mali
Après ses études, il retourne à Bamako où il travaille pour les services publics de l'eau. Au cours de son séjour de 1956 à 1958 au Mali, il rejoint un mouvement radical destiné à la jeunesse et est élu secrétaire général du Conseil de la jeunesse du Soudan lors de son premier congrès en juin 1957,.

### Retour au Togo et engagement politique
En 1958, il retourne au Togo où il est nommé chef du secteur des services électriques et hydrauliques du ministère des Travaux publics, poste qu'il occupe jusqu'en 1966.
Politiquement, il appartient aux partis Juvento (Mouvement de jeunesse togolaise) et au Comité de l'unité togolaise (CUT),. Mivedor est l'un des acteurs de la tentative de coup d'État ratée du 21 novembre 1966 et doit ensuite s'exiler,. Après le coup d'État de janvier 1967, il devient l'un des huit membres du Comité togolais pour la réconciliation nationale dirigé par le lieutenant-colonel Étienne Eyadema. Il est chargé des Travaux Publics et de l'Économie Rurale dans le nouveau régime. Au moment de l'annonce du nouveau gouvernement, Mivedor est toujours en exil à Bamako.
En avril 1967, il est nommé ministre des Mines, de l'Énergie et des Ressources hydrauliques, poste qu'il conserve jusqu'en 1973 avant de se voir accorder le ministère des Travaux publics, des Mines, des Transports, des Postes et Télécommunications,. Durant cette période, il est nommé directeur adjoint permanent du bureau politique du parti au pouvoir, le Rassemblement du peuple togolais (RPT). Il est limogé de ses fonctions ministérielles en 1979. Il est également démis de ses fonctions au RPT en 1983 en raison de détournements de fonds, de corruption et de mauvaise gestion. Sa maison est incendiée par des manifestants lors des soulèvements de 1991 réclamant une conférence nationale.

### Décès
Mivedor meurt à Paris le 18 janvier 2012 à 85 ans,. Il est enterré à Aného, sa ville de naissance. Le président Faure Gnassingbé prend part aux commémorations, accompagné du Premier ministre Gilbert F. Houngbo et du président de l'Assemblée nationale Abbas Bonfoh.

## Distinctions
- Grand officier de l'ordre du Mono[11] (officier en 1967[12])